# Pierre Lardinois
Pierre Lardinois (13 de agosto de 1924, Noorbeek - 16 de julio de 1987, Ámsterdam) fue un político holandés.
En 1963 fue elegido por primera vez miembro de la cámara baja del parlamento holandés, el Tweede Kamer, como representante del Katholieke Volkspartij (KVP). Entre 1963 y 1967 fue miembro del Parlamento Europeo. Ocupó el cargo de Ministro de Agricultura del gobierno holandés entre 1967 y 1973. Entre 1972 y 1973 sirvió como coordinador de ayudas para la región de Surinam y las Antillas Neerlandesas.
Después de ese periodo fue nombrado Comisario Europeo, cargo que ocuparía entre 1973 y 1977 en el seno de la Comisión Ortoli.
Entre 1977 y 1986 ocupó la presidencia del banco Rabobank.
- Datos: Q280671
- Multimedia: Pierre Lardinois / Q280671